# Loeram
Loeram is een bestuurslaag in het regentschap Timor Tengah Utara van de provincie Oost-Nusa Tenggara, Indonesië. Loeram telt 984 inwoners (volkstelling 2010).